# Bernard-Georges-François Frère
Bernard-Georges-François Frère, conde del Imperio, (8 de enero de 1762, en Montreal, Aude-16 de febrero de 1826, en París) fue un soldado francés de las Guerras Revolucionarias Francesas, que alcanzó el grado militar de General de División, participando en la guerras napoleónicas.

## Guerras Revolucionarias
Farmacéutico de la ciudad de Carcassonne durante el estallido de la Revolución Francesa, Frère ejerció esta profesión hasta 1791, cuando decidió unirse al ejército. Fue elegido rápidamente capitán, participando en las operaciones militares de los Pirineos contra España durante la Guerra de la Primera Coalición. Se distinguió en la batalla y ganó el rango de jefe de batallón en 1793. Tras la firma del tratado de paz entre el Reino de España y el joven República Francesa, Frère fue asignado al Ejército de Italia y participó de varias batallas, incluyendo el asalto de la Sierra Reductos, donde fue herido, y en la batalla de Bassano. Enviado a servir en Ejército de Inglaterra, no pudo tomar la isla Saint-Marcouf en las costas de Normandía (9 de abril de 1798). Después de haber pasado algún tiempo en el Ejército de Batavia y después en el Ejército del Rin, fue ascendido al rango de general de brigada y dado el prestigio de comando de la infantería de la Guardia Consular, el mandato de la Guardia Imperial.

## Guerras Napoleónicas y posterior
Después de la creación de la Grande Armée en 1805, aparece citado varias veces en los boletines durante la Guerra de la Tercera Coalición. Al año siguiente, durante la Guerra de la Cuarta Coalición, tuvo igualmente éxito, siendo uno de los primeros comandantes en entrar en Lübeck, después de que el francés llevó una batalla exitosa contra los prusianos defensores bajo Gebhard von Blücher Leberecht. El 5 de junio de 1807, al mando de un regimiento de infantería, Frère obligó a nada menos que 10 000 rusos a rendirse. Fue ascendido a General de División en marzo de 1808, antes de ser enviado a España, donde tomó la ciudad de Segovia el 7 de junio de 1808 y luego se desempeñó como jefe de personal en el Cuerpo de Ejército de Mariscal Jean Lannes durante el sangriento asedio de Zaragoza. Llegó a ser conde del Imperio ese año y en 1809 fue llamado a la Grande Armée d'Allemagne, a fin de tomar parte en la guerra de la Quinta Coalición contra Austria , sirviendo en las batallas de Aspern-Essling y Wagram, donde recibió una herida grave en el segundo día de la batalla. En 1810, Frère fue enviado a servir en el Ejército de Cataluña y, posteriormente, volvió a Francia y fue nombrado al mando de la división militar de Rennes. Durante los Cien Días, Napoleón le confió el mando de la división militar de Lille.
El nombre FRERE es uno de los nombres inscritos bajo el Arco del Triunfo en París.